# Міхал Лясоцький
Міхал Лясоцький гербу Доленґа (пом. 1472) — військовий і державний діяч Королівства Польського, підкоморій добжинський (1450—1454) і ленчицький (1454—1472), надвірний маршалок (1462—1472); староста шьремський (1442—1472), ленчицький (1445—1447 і 1452—1472).

## Життєпис
Найімовірніше був сином скарбника, войського та підкоморія добжинського Яна з Лясоток Лясоцького.
Вперше в документах згадується 1432 року, коли його звинуватили в «тяганні за волосся» жупника краківського Міколая Серафіна, з яким він мав судовий процес щодо оскарження шляхетства. У 1430-х роках він входив до кола прихильників Спитка з Мельштина, а 3 травня 1439 року став одним із підписантів його конфедерації, укладеної в Новому Корчині. Проте, незадовго до битви під Ґротниками Лясоцький залишив конфедерацію. На нього, безсумнівно, вплинув його дядько Міколай, тодішній келецький декан, близький соратник краківського єпископа Збіґнєва Олешьніцького. Напередодні ґротницької битви Спитек напав і пограбував дядька Міколая — можливо, цей факт також вплинув на остаточне рішення Міхала залишити Мельштинського.
Після 1439 року Міхал долучився до прибічників королеви Софії Гольшанської, надалі опинився серед прихильників короля Владислава Варненчика, ймовірно був його придворним. Брав участь у військових походах останнього до Угорщини й проти Османської імперії. Після переможного походу проти турків і битви біля Егера 1442 року монарх наказав намалювати 12 гербів польських та угорських панів у парафіяльному костелі Святої Марії в Буді «на знак їхньої праведності та як нагороду за їхню героїчну доблесть», зокрема герб Лясоцького Доленґа. Тоді ж за військові заслуги Міхал отримав від короля перший запис на старостві шьремському. Лясоцький був учасником Битви під Варною 1444 року, після якої повернувся на батьківщину.
1445 року Міхал Лясоцький став старостою ленчицьким, був ним до 1447 року. На переломі 1447 і 1448 років староство було в нього відібране через ведену проти нього справу про вбивство. Він був навіть ув'язнений у Кракові. Повторно обіймав цю посаду протягом 1452—1472 років. Протягом 1450—1454 років був підкоморієм добжинським, а протягом 1454—1472 років — підкоморієм ленчицьким.
1451 року, у період суперечок малопольської шляхти з королем і представниками Литви за Волинь, Лясоцький був у складі делегації малопольських панів до короля в Самборі, а потім на бурхливому сеймі в Парчеві, активно обстоював приєднання Луцька з усією Луцькою землею безпосередньо до Корони. 6 березня 1454 року він підписав акт інкорпорації прусських земель Тевтонського ордену до Корони.
У 1462—1472 роках обіймав посаду надвірного маршалка, також помилково вважалося, що 1467 року він був надвірним підскарбієм, проте найімовірніше тієї посади ніколи не посідав. Був одним із гарантів Торунського миру 1466 року.
Помер Міхал Лясоцький 1472 року.

## Маєтності
10 травня 1444 року король записав Міхалові Лясоцькому 1000 гривень на замку та місті Жидачеві та прилеглих до нього селах. 1445 року отримав село Руднік і Родаки в Малопольщі. Принаймні від рубежа 1448/1449 років був тенутарієм вйончинським (тепер — село Вйончинь-Дольни та частина міста Лодзя Вйончинь-Ґурни). 1453 року придбав у Анджея Тенчинського частки в селах Скорчові та Радземицях за 600 гривень. 1456 року завдяки милості короля він отримав запис на суму 100 гривень на солтистві в селі Блонє в Ленчицькому повіті. 1462 року став власником міста Бжезіни, придбавши його в Куявсько-Поморського єпископа Яна Ґрущинського. Володів маєтками у Ленчицькому повіті, зокрема Сітовє, Доманіково мале (тепер — Доманікув), Копита, Чисте i Янковиці, які продав 1463 року Клеменсові зі Страшкова Малого разом із будинком у Ленчиці за 300 гривень.

## Сім'я
1445 року одружився з донькою Спитка з Мельштина Доротою Спитківною. Подружжя мало трьох синів і трьох доньок:
- Ян[pl] (пом. 1502) — канонік ленчицький і краківський, схоластик ґнєзненський, декан влоцлавський; секретар королівський, староста шьремський.
- Станіслав[pl] (пом. 1534) — підкоморій познанський, войський сохачевський і равський, староста плонський, шьремський і равський.
- Якуб (пом. після 1482 року).
- Дорота — дружина судді земського сєрадзького Яна Лютомирського.
- Беата — дружина каштеляна варшавського Яна Радзімінського.
- Катажина[3].